# ماناکولا
ماناکولا (به لاتین: Manakola) یک منطقهٔ مسکونی در سری‌لانکا است که در استان مرکزی (سری‌لانکا) واقع شده‌است.